# Ladybird (ウェブブラウザ)
Ladybirdは、ブラウザの開発に注力する非営利団体であるLadybird Browser Initiativeによって開発されたオープンソースのウェブブラウザである。2条項BSDライセンスでライセンスされている。アルファリリースは2026年に予定されており、ベータリリースは2027年に、一般向けの安定リリースは2028年に予定されている。もともとSerenityOSの一部であったが、現在は独立したプロジェクトとして開発されている。

## 特徴
Ladybirdは、開発チームがゼロから開発しているLibWebという新しいブラウザエンジンを使用している。SerenityOSとは異なり、開発には他のオープンソースライブラリも使用される。また、広告ブロック機能も計画されている。

## 歴史
このプロジェクトは当初、SerenityOSコミュニティによって、特定の機能を実装する内部ライブラリ（LibWeb、LibHTTP、LibJS、LibWasmなど）を使用して開発された。  
Ladybirdは、SerenityOSプロジェクトのメンテナー兼創設者であるアンドレアス・クリング（Andreas Kling）によって2022年9月に発表された。  
2024年6月30日、クリングはメインプロジェクトから手を引き、Ladybirdブラウザの開発に専念することを発表した 。  
2024年7月、Ladybird Browser Initiativeは、GitHubの共同創設者であるクリス・ワンストラスから資金提供を受けていることを発表した。  
2024年8月、アンドレアス・クリングはX上で、プロジェクトにSwiftで書かれたコードを統合することを発表した。